# Formica cantalica
Formica cantalica é uma espécie de formiga do gênero Formica, pertencente à subfamília Formicinae.